# Kotel

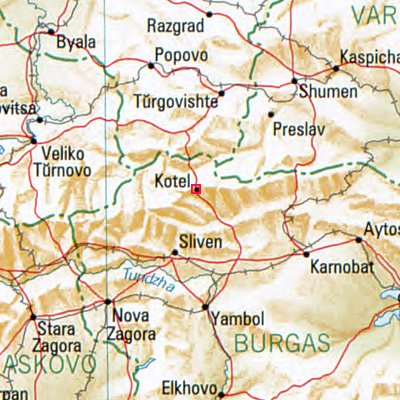
Kotel (rotes Viereck) – Bulgarien – Nachbarorte: Targowischte, Schumen, Popowo, Bjala, Sliwen, Jambol, Elchowo, Karnobat

Kotel [ˈkɔtɛɫ] (bulgarisch Котел) ist eine Stadt in Zentralbulgarien in der Oblast Sliwen, 72 km nordöstlich von Sliwen. Nach Sliwen und Nowa Sagora ist Kotel die drittgrößte Stadt in der Oblast Sliwen. Kotel ist administratives Zentrum der gleichnamigen Gemeinde Kotel.
Die Stadt ist ein Touristenzentrum, und die Altstadt steht unter Denkmalschutz. 

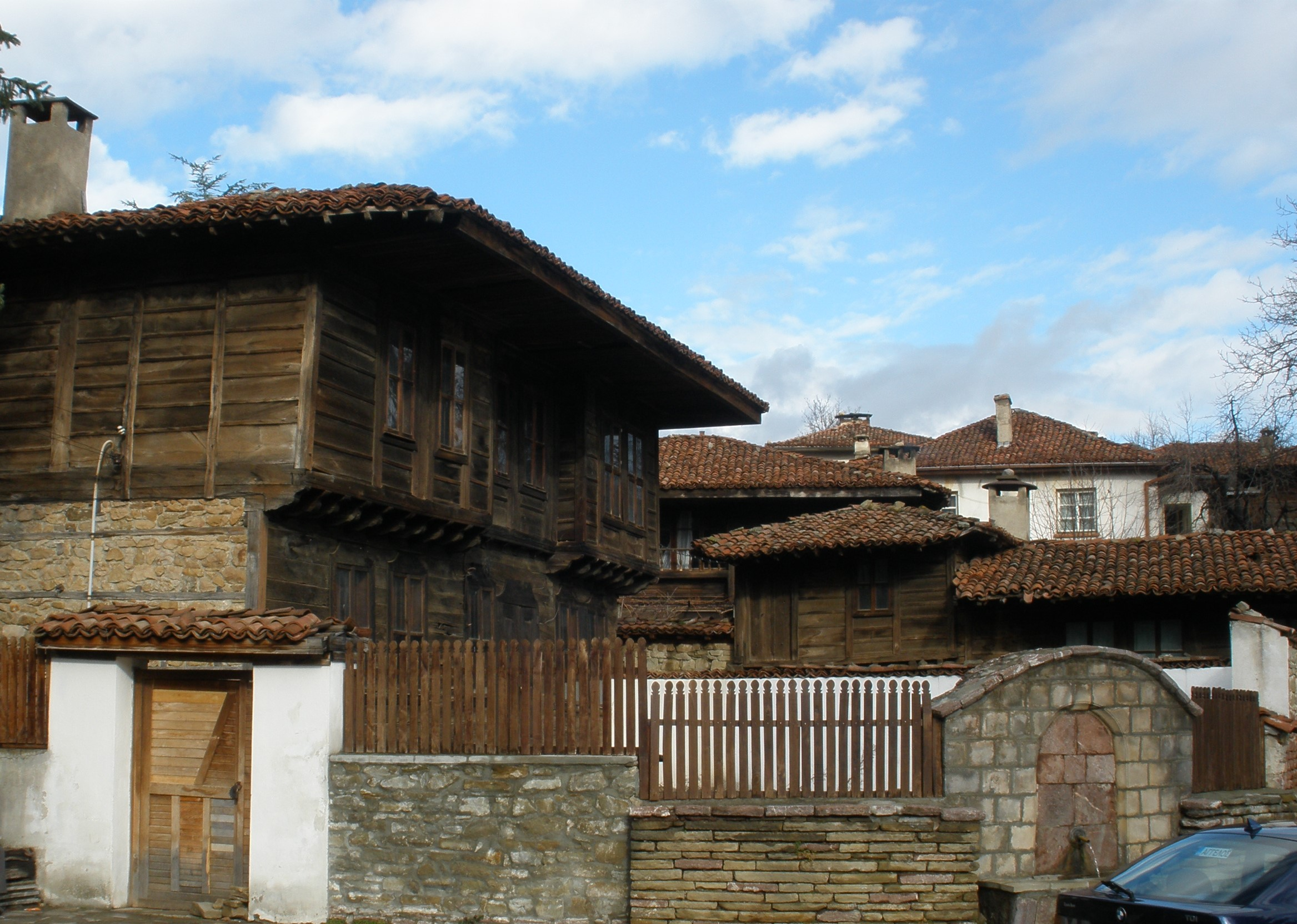
Alte Häuser in der Stadt

## Lage
Kotel liegt in einem Talkessel im östlichen Balkangebirge, an der Grenze zwischen östlichem und mittlerem Balkangebirge, 328 km östlich von Sofia in landschaftlich reizvoller Lage inmitten des umgebenden Gebirges.

## Gemeinde Kotel

### Gemeindegebiet
Die Gemeinde Kotel grenzt an die Gemeinden Omurtag (im Norden), Antonowo (im Nordwesten), Sliwen (im Westen), Straldscha (im Süden), Sungurlare (im Osten) und Warbiza (im Nordosten). Das Gemeindegebiet liegt 300 bis 1128 m über NN. Der höchste Punkt ist der Gipfel Rasboja (bulg. връх "Разбойна" 1128 m). Die Gemeinde umfasst neben Kotel folgenden Ortschaften:
| - Borinzi - Bratan - Dabowa - Filaretowo - Gradez - Jablanowo - Katunischte - Kipilowo - Malko selo - Medwen | - Mokren - Nejkowo - Orlowo - Ostra Mogila - Padarewo - Sedlarewo - Scherawna - Sokolarzi - Strelzi - Tischa - Topuzewo |

### Bevölkerung

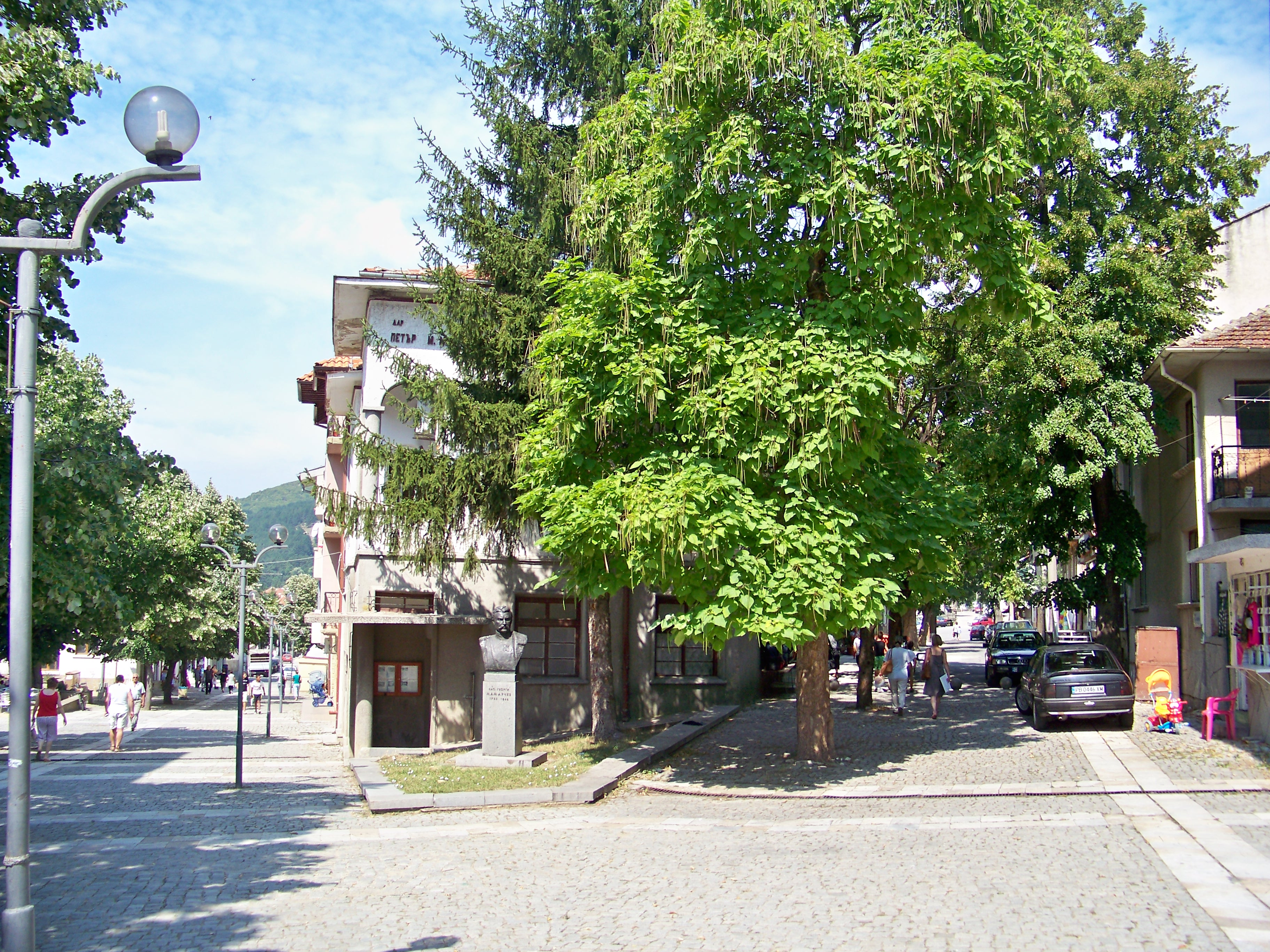

Die Gemeinde hat 22.040 Einwohner, ist aber nur dünn besiedelt – mit einer Bevölkerungsdichte von 27,2/km². Ein Drittel der Bevölkerung lebt in Dörfern und zwei Drittel im Stadtgebiet. Es herrscht ein leichter Frauenüberschuss (11.180 : 10.800). Das Bevölkerungswachstum ist negativ (−2,8 %). Die Geburtenrate liegt bei 11,6, die Sterblichkeit bei 12,6. Der Anteil der arbeitsfähigen Bevölkerung nimmt ab, während der Anteil der Alten steigt, 20 % der Bevölkerung sind Rentner.
Die ethnische Zusammensetzung besteht aus:
- 49,7 % Bulgaren,
- 31,6 % Türken,
- 16,5 % Roma,
- 2,3 % Sonstige.

## Geschichte

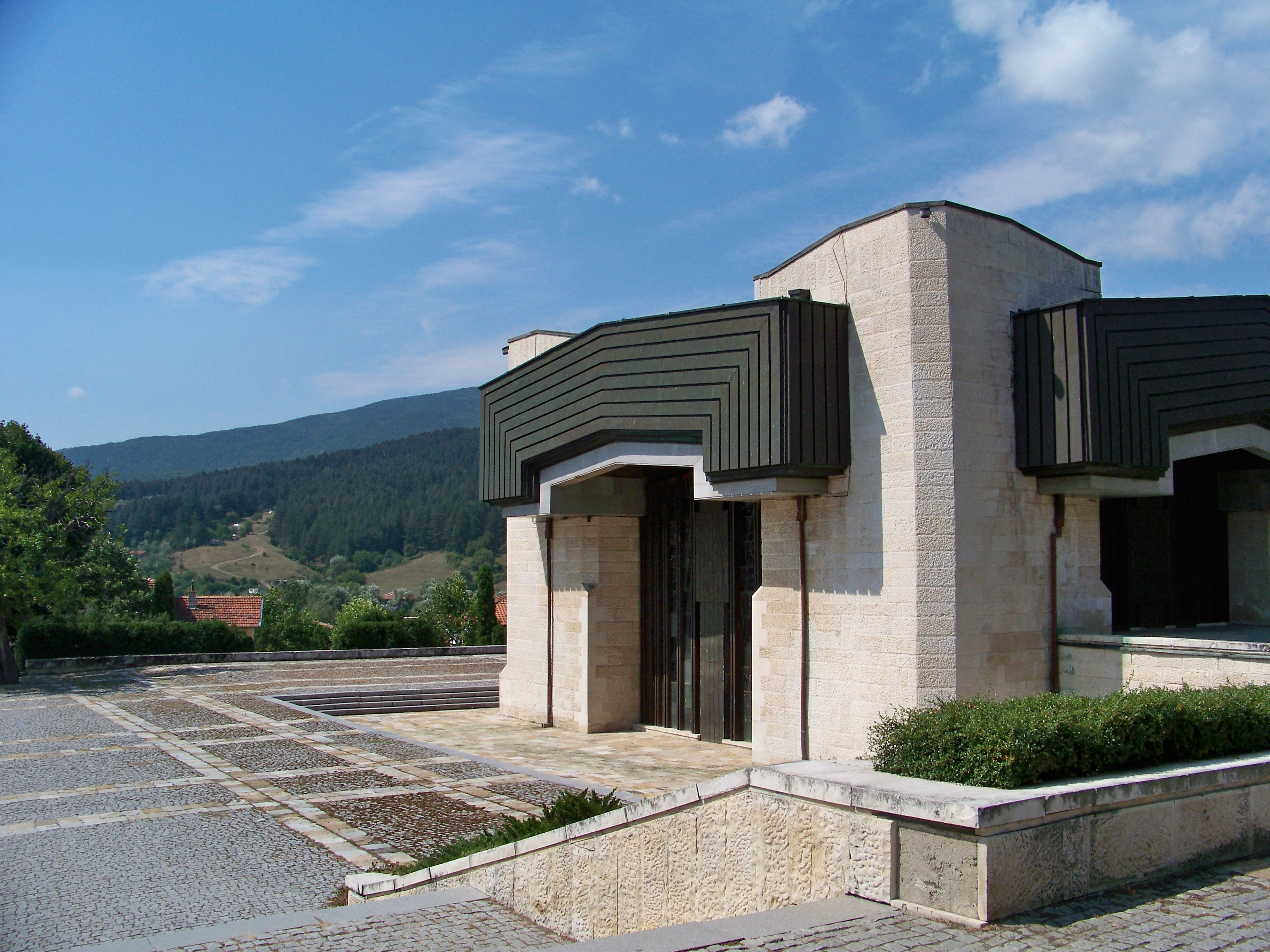

### Antike
Die Lage im mittleren Teil des östlichen Balkangebirges war strategisch günstig. Der Weg über den Pass, seine Bedeutung als Kommunikationsweg, hat das Schicksal und die reiche historische Vergangenheit der Stadt stark geprägt. Die Umgebung der Stadt war seit Urzeiten besiedelt, wenn auch in der Stadt selbst keine Siedlungsspuren gefunden wurden.
Bei archäologischen Grabungen wurde in der Umgebung Keramik aus der Kupfersteinzeit gefunden, Stein-Dexel und Stein-Äxte und Feuersteinmesser aus dem 5. und 6. Jahrtausend v. Chr.
Aus dem 1. Jahrtausend v. Chr. stammt ein thrakischer Kultkomplex und ein Felsenfriedhof in der Gegend Tschorbate (Чобрата) und Talim Tsch (Талим Таш).

### Mittelalter und osmanische Zeit
Um die Stadt Kotel ranken sich viele Legenden, die vom Ruhm des mittelalterlichen Bulgarenreichs (siehe Geschichte Bulgariens) zeugen. Einer Legende nach wurde die Stadt besiedelt, nachdem die Bewohner des Dorfes Nowatschka (bulg. Новачка) von Militäreinheiten gezwungen wurden, ihr Dorf zu verlassen. Nach einer anderen Legende suchten die Dorfbewohner eine verloren gegangene Pferdeherde, bis sie sie schließlich auf einer Weide in einer fremden Gegend fanden, die heute unter dem Namen Isworowa Poljana (bulg. Изворова поляна, deutsch: Quellwiese) bekannt ist. Zwischen den Felsen sprudelte frisches Quellwasser hervor und wegen der Weiden, der schönen Landschaft, den Fichten und der Geranien beschloss man, sich hier anzusiedeln.
Im Mittelalter gab es eine Vielzahl von Verteidigungsanlagen und Festungen in diesem Teil des Balkangebirges, welche die bulgarischen Hauptstädte in Norden (Pliska, Preslaw, Tarnowo) schützten. Ungefähr sechs Kilometer südlich von Kotel befinden sich die Überreste der Festungen Demir Kapija (türkisch; bulg. Демир капия; deutsch: Eisentor) und Wida (bulg. Вида), die ein schmales Tal schützten. Durch dieses Tal führt seit jeher einer der kürzesten Wäge, der das Gebirge vom Süden nach Norden überquert. Am Fuß der zwei Festungen befindet sich die Gegend Grazki Dol (bulg. Гръцки дол), wo nach der Überlieferung Khan Krum 811 und am 17. Juli 1279 Zar Iwajlo die byzantinischen Truppen zerschlugen.

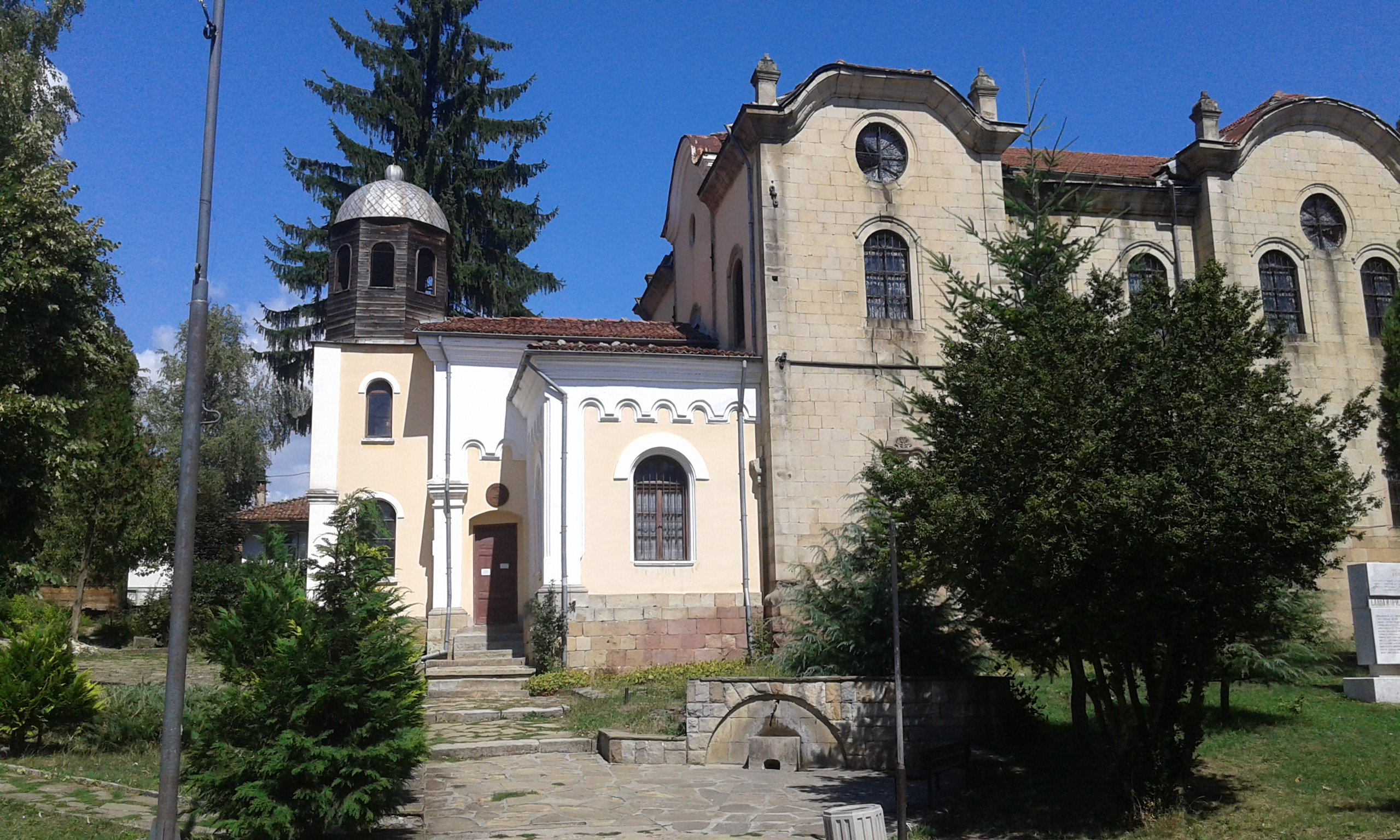
Die Kirche

Die Festung bot eine gute Verteidigung gegen die Türken. Kotel war lange ein Bollwerk des Bulgarentums.
Die mittelalterliche Festung und die umliegenden Dörfer Kosjak (Козяк), Chajdut Warban (Хайдут Върбан). Titscha (Тича) und Atscheras (Ачерас) existierten nach der Annexion durch das Osmanische Reich noch bis zum Ende des 14. Jahrhunderts. Nachdem der Widerstand der Bulgaren gebrochen war, wurden die Dörfer und die Festung zerstört und die Bewohner mussten Zuflucht in den Bergen des Balkangebirges suchen.
Die Stadt Kotel wurde in dieser Zeit – zu Beginn der osmanischen Herrschaft – von Zuflucht suchenden Bulgaren überflutet.
Die frühesten osmanischen Quellen über diese Region sind im Timarregiste von 1486 des Sandschaks Nikopol zu finden – eine Siedlung mit dem Namen Kasan Panara (bulg. Казан Пънаръ). Damals gehörte Kotel zum Tımar (eine Art Feudallehen) des Lehenskriegers (Sipahi) Musa und umfasste 53 Häuser bzw. Haushalte.
Kotel wird "Wiege der Bulgarischen Wiedergeburt" genannt. Die Stadt hat eine schöne Architektur aus der Periode der späten bulgarischen Wiedergeburt.

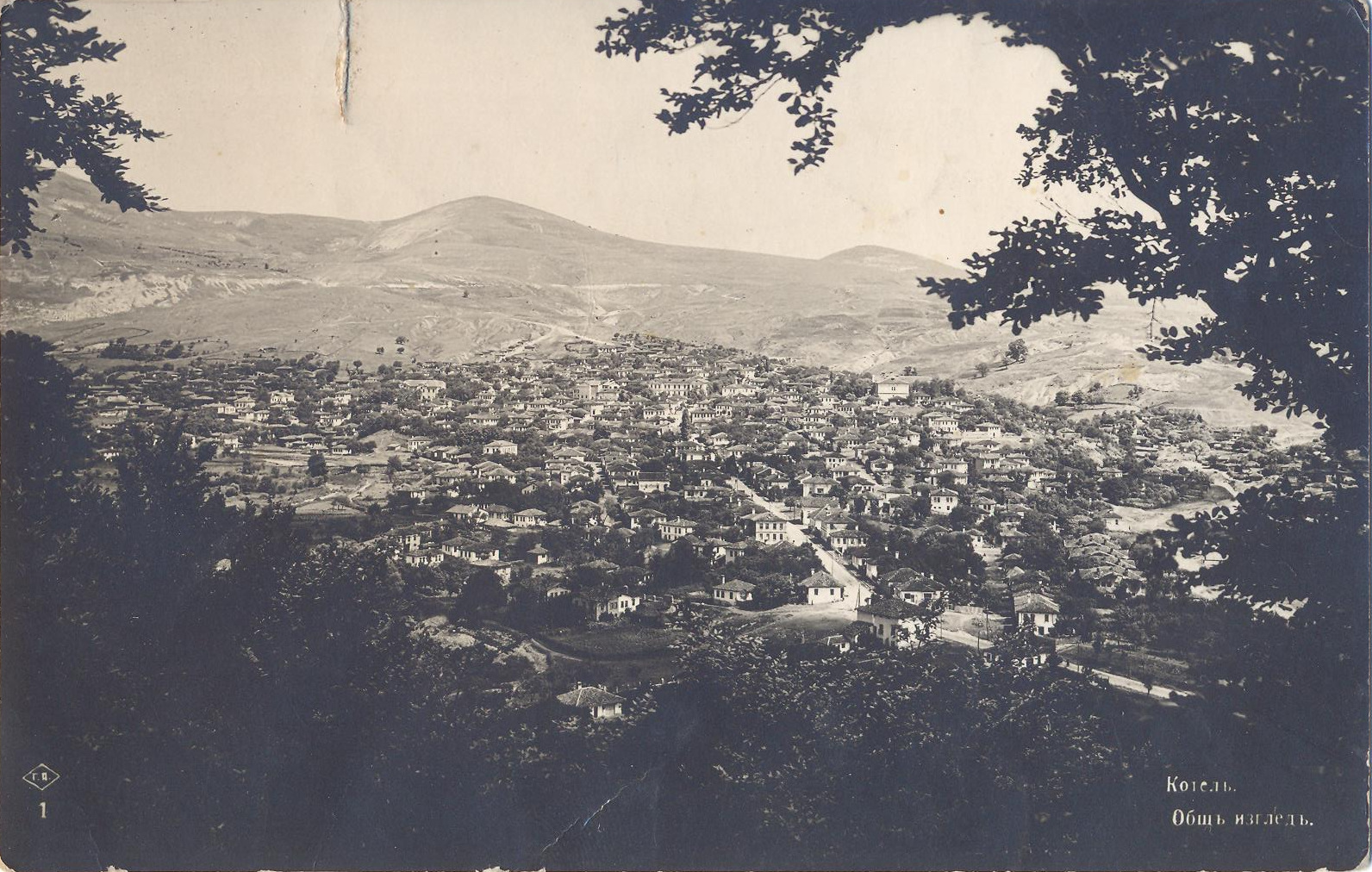
Die Stadt im Jahr 1932

Nach dem Russisch-Osmanischen Krieg 1877/1878 und der faktischen Befreiung Bulgariens von der osmanischen Herrschaft erlebte Kotel in der zweiten Hälfte des 18. Jahrhunderts und im 19. Jahrhundert einen wirtschaftlichen Aufschwung. Verschiedene Handwerkskünste erlebten einen starken Aufschwung, die Stadt wurde wohlhabend und wuchs auf 1.200 Häuser an.
Die Wolle der zahlreichen Schafe in der Dobrudscha wurde hier verarbeitet. Die Stadt wurde zum Zentrum der Wollgarnproduktion, der Wollweberei, der Herstellung von Wollkleidung. Kotel wurde eines der wichtigsten Zentren der Teppichwebkunst in Bulgarien.
Die Stadt wurde dreimal vom Feuer zerstört und wieder aufgebaut.

## Wirtschaft

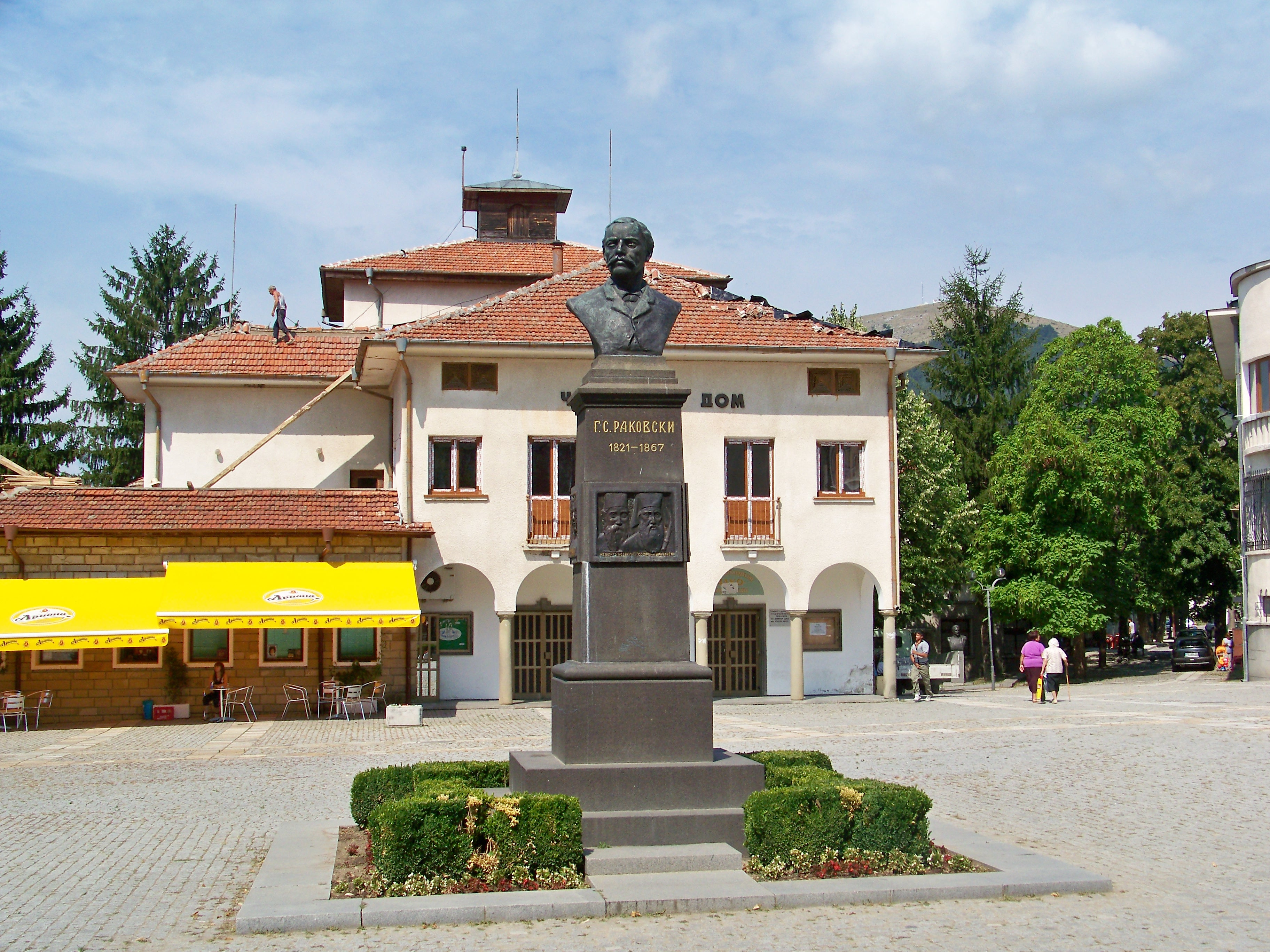

Die Einnahmen aus der Holzgewinnung sind die wirtschaftliche Grundlage der sehr holzreichen Region, wobei die holzverarbeitende Industrie in den letzten Jahren abnahm. Die Textilindustrie ist lediglich durch drei Betriebe vertreten. Die Teppichindustrie ist im Niedergang begriffen.

## Sport
Es gibt in der Stadt eine Fußballmannschaft mit dem Namen FK Kotel.

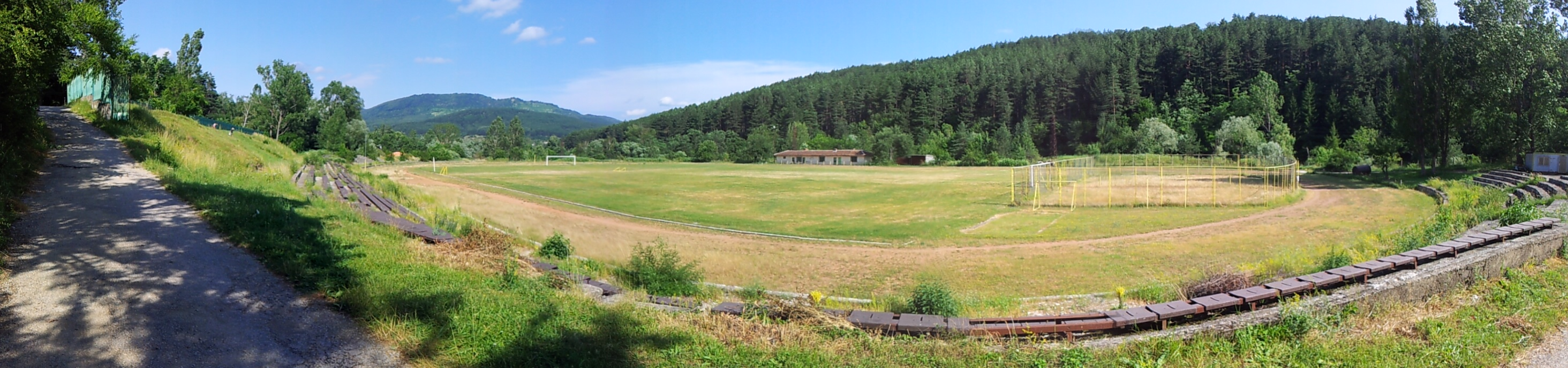
Das Stadion

## Sonstiges
In der Stadt gibt es die nationale Schule für Folklore, die Schüler ab der 8. Klasse aufnimmt. Sie bildet in den Fachrichtungen Volksinstrumente, Volkslieder, bulgarische Tänze und Musikinstrumentenbau aus. Sie ist seit 2002 Namensgeber für den Kotel Gap, einen Gebirgspass auf der Livingston-Insel in der Antarktis.

## Museen
- Historisches Museum Kotel
- Naturkundemuseum Kotel
- Ethnografisches Museum

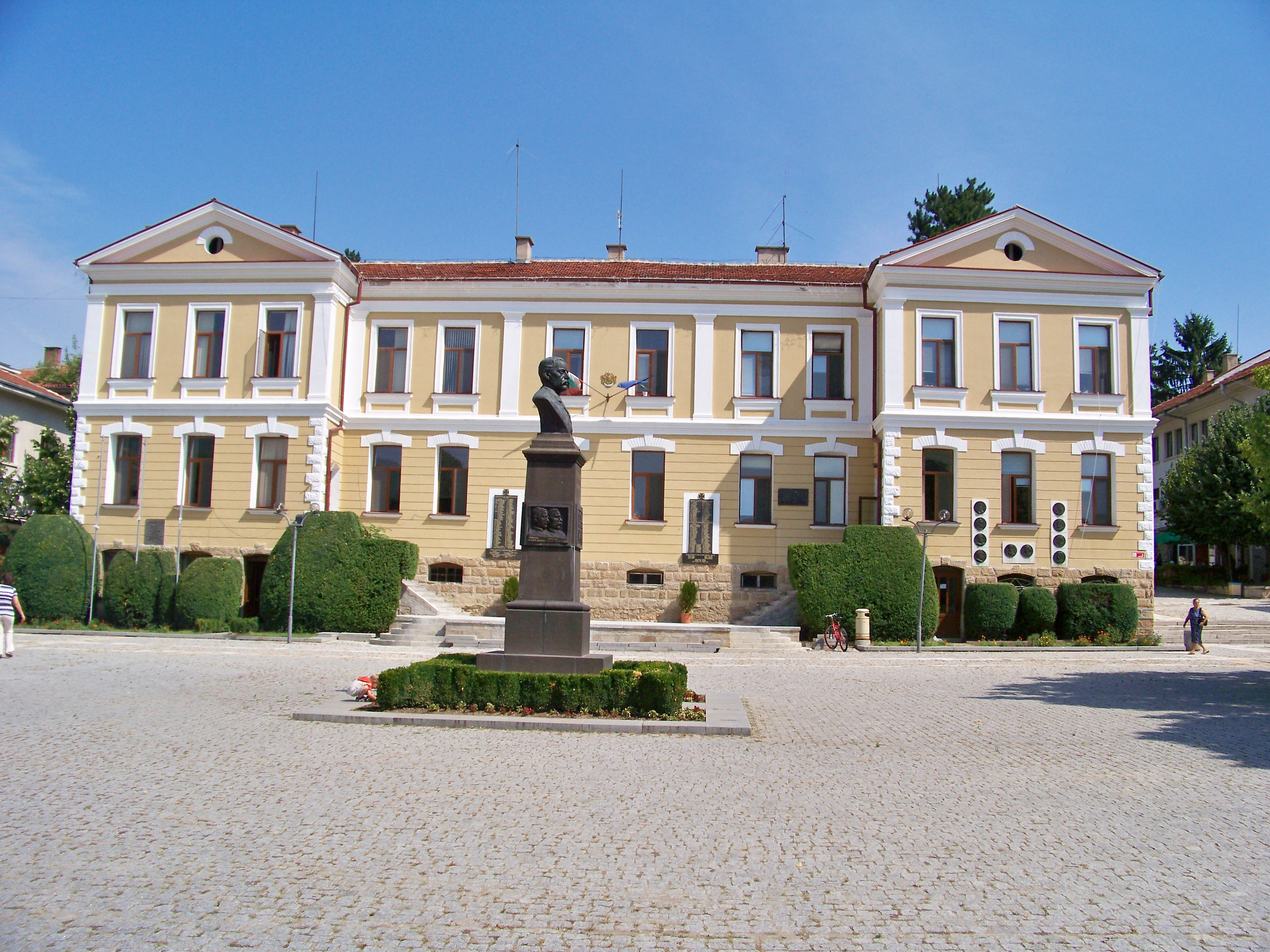

- Museum der Bulgarischen Wiedergeburt
- das Panteon von „Georgi Rakowski“ (Georgi Rakowski)
- Kipilowsko Kale – eine Festung beim Dorf Kipilowo, nahe Kotel

## Söhne und Töchter der Stadt
- Sophronius von Wraza (1739–1813), Bischof, Historiker und Schriftsteller
- Knjaz Stefan Bogoridi (1775–1859), Enkel von Sophronius und hoher osmanischer Beamter
- Neofit Bosweli (um 1785–1848), Geistlicher, Kämpfer für eine unabhängige bulgarische Kirche
- Georgi Mamartschew (1786–1846), wurde Offizier der russischen Armee, tat sich im Russisch-Osmanischen Krieg (1806–1812) bei der Einnahme von Silistra hervor
- Petar Beron (1795–1871), Wissenschaftler, Publizist und Arzt
- Gawril Krastewitsch (1817–1898), Generalgouverneur von Ostrumelien
- Georgi Rakowski (1821–1867), Revolutionär, Freiheitskämpfer und Schriftsteller
- Georgi Gubidelnikow (1859–1938), Politiker und Bankier
- Stephan Angeloff (1878–1964), Tierarzt und Mikrobiologe
- Dobri Boschilow (1884–1945), Ministerpräsident von Bulgarien
- Wassilka Stoewa (* 1940), Diskuswerferin
- Silwija Danekowa (* 1983), Leichtathletin